# 拟丹参
拟丹参（学名：Salvia sinica）是唇形科鼠尾草属的植物，是中国的特有植物。分布在中国大陆的湖北、浙江、安徽等地，生长于海拔300米的地区，常生长在山坡以及溪沟旁，目前已由人工引种栽培。
其种加词sinica，意为“中华的”。

## 异名
- Salvia sinica Migo f. purpurea H. W. Li